# Hermann Korte (Germanist)
Hermann Korte (* 11. Januar 1949 in Meppen; † 21. Januar 2020 in Lippstadt) war ein deutscher  Germanist und Literaturwissenschaftler.

## Überblick
Korte erlangte das Abitur 1968 in Meppen (Emsland) und absolvierte den Zivildienst. Von 1969 bis 1972 studierte er Germanistik, Geschichte und Soziologie in Münster, von 1972 bis 1975 dann in Bochum. Nach dem Ersten Staatsexamen für das Lehramt 1975 befand sich Korte von 1976 bis 1978 im Referendariat und bestand schließlich sein Zweites Staatsexamen. 1979 promovierte er mit einer Dissertation zum Thema Der Krieg in der Lyrik des Expressionismus bei Paul Gerhard Klussmann. 
1979 bis 1990 war Korte Fachleiter für Deutsch am Studienseminar Gelsenkirchen, dann Lehrer am Schalker Gymnasium in Gelsenkirchen. 1981 bis 1992 war er Lehrbeauftragter am Germanistischen Institut der Universität Münster. Von 1990 bis September 2001 leitete er als Oberstudiendirektor das Leibniz-Gymnasium in Gelsenkirchen und war zudem Mitglied der Lehrplankommission Deutsch am Gymnasium. Von 1993 bis 2001 hatte er zudem einen Lehrauftrag an der Universität Essen, an der er nach der Habilitation 1996 auch als Privatdozent beschäftigt war. Seit 2002 war Korte Professor für Literaturdidaktik an der Universität Siegen.
Weitere Arbeitsschwerpunkte Kortes waren u. a. die Literatur des 19. und 20. Jahrhunderts, Joseph von Eichendorff, der literarische Expressionismus, die Geschichte der Lyrik, die Nachkriegsliteratur sowie das Werk Kurt Tucholskys. Es liegen etwa zehn von Korte verfasste Werke vor, die teilweise in mehreren Auflagen erschienen.